# James Wetherbee
James Wetherbee (ur. 27 listopada 1952 we Flushing w Nowym Jorku) – amerykański oficer marynarki i lotnictwa, astronauta.

## Życiorys
W 1974 uzyskał dyplom z inżynierii kosmicznej w University of Notre Dame, od 1975 służył w United States Navy, w grudniu 1976 został lotnikiem morskim, służył w eskadrze myśliwskiej, od 1981 był pilotem doświadczalnym. Ma wylatane ponad 7000 godzin. Został wybrany przez NASA jako kandydat na astronautę 23 maja 1984, został włączony do grupy astronautów w czerwcu 1985, później przechodził szkolenie na pilota statku kosmicznego. Uczestniczył w sześciu misjach - w pierwszej jako pilot, w pozostałych jako dowódca statku. Jego pierwszą misją była STS-32 od 9 do 20 stycznia 1990, trwająca 10 dni i 21 godzin. Umieszczono wówczas na orbicie satelitę telekomunikacyjnego Leasat-5.
Drugi lot kosmiczny odbywał w ramach misji STS-52 od 22 października do 1 listopada 1992, trwającej 9 dni, 20 godzin i 56 minut; umieszczono wówczas na orbicie satelitę geodezyjnego LAGEOS II. Od 3 do 11 lutego 1995 brał udział w misji STS-63 trwającej 8 dni, 6 godzin i 28 minut; wahadłowiec Discovery zbliżył się wówczas na odległość zaledwie 11 metrów do rosyjskiej stacji kosmicznej Mir.
Od 26 września do 6 października 1997 dowodził misją na rosyjską stację Mir STS-86 trwającą 10 dni, 19 godzin i 20 minut. Misja STS-102 na Międzynarodową Stację Kosmiczną od 8 do 21 marca 2001 trwała 12 dni, 19 godzin i 49 minut.
. Po raz ostatni przebywał w kosmosie od 24 listopada do 7 grudnia 2002 w ramach misji STS-113 na Międzynarodową Stację Kosmiczną trwającej 13 dni, 18 godzin i 47 minut.
Łącznie spędził w kosmosie 66 dni, 10 godzin i 20 minut. Opuścił NASA 3 stycznia 2005.

## Odznaczenia
- Zaszczytny Krzyż Lotniczy
- Medal za Osiągnięcie
- Meritorious Unit Commendation (dwukrotnie)
- Medal za Lot Kosmiczny (NASA, sześciokrotnie)
- NASA Outstanding Leadership Medal (dwukrotnie)
- Universal Astronaut Insignia za lot orbitalny (nr 223) – Stowarzyszenie Uczestników Lotów Kosmicznych (Association of Space Explorers(inne języki))[1]